# One Night Only (Bee Gees-album)
A One Night Only című lemez a Bee Gees együttes diszkográfiájának harmincnyolcadik nagylemeze.

A lemez koncertfelvételeket tartalmaz, az 1997. november 14-én Las Vegasban megtartott koncert anyagából. A lemez megjelent DVD lemezen is.

## Az album dalai
1. You Should Be Dancing/ Alone (Barry, Robin és Maurice Gibb) – 5:46
2. Massachusetts (Barry, Robin és Maurice Gibb) – 2:34
3. To Love Somebody (Barry és Robin Gibb) – 3:02
4. Words (Barry, Robin és Maurice Gibb) – 3:16
5. Closer Than Close (Barry, Robin és Maurice Gibb) – 4:34
6. Islands in the Stream – 3:41
7. (Our love) Don't Throw It All Away (Barry Gibb, Blue Weaver) – 3:51 (Andy Gibb közreműködésével)
8. Night Fever/More Than a Woman (Barry, Robin és Maurice Gibb) – 3:25
9. Lonely Days (Barry, Robin és Maurice Gibb) – 3:46
10. New York Mining Disaster 1941 (Barry és Robin Gibb) – 2:15
11. I Can't See Nobody (Barry, Robin és Maurice Gibb) – 1:30
12. And the Sun Will Shine (Barry, Robin és Maurice Gibb) – 1:54
13. Nights on Broadway (Barry, Robin és Maurice Gibb) – 1:05
14. How Can You Mend a Broken Heart (Barry és Robin Gibb) – 3:52
15. Heartbreaker (Barry, Robin és Maurice Gibb) – 4:23
16. Guilty (Barry, Robin és Maurice Gibb) – 2:21
17. Immortality (Barry, Robin és Maurice Gibb) – 4:46 (Céline Dion közreműködésével)
18. Tragedy (Barry, Robin és Maurice Gibb) – 4:27
19. I Started a Joke (Barry, Robin és Maurice Gibb) – 2:48
20. Grease (Barry, Robin és Maurice Gibb) – 2:42
21. Jive Talkin (Barry, Robin és Maurice Gibb) – 3:46
22. How Deep Is Your Love (Barry, Robin és Maurice Gibb) – 3:58
23. Stayin' Alive (Barry, Robin és Maurice Gibb) – 4:47
24. You Should Be Dancing (Barry, Robin és Maurice Gibb) – 4:17

### Bónuszdalok
Az 1999-ben újra kiadott CD változatban 6 további track szerepel: 
1. I've Gotta Get a Message To You (Barry, Robin és Maurice Gibb) – 4:08
2. One (Barry, Robin és Maurice Gibb) – 4:38
3. Still Waters Run Deep (Barry, Robin és Maurice Gibb) – 3:26
4. Morning Of My Life (Barry Gibb) – 3:10
5. Too Much Heaven (Barry, Robin és Maurice Gibb) – 1:58
6. Run To Me"  (Barry, Robin és Maurice Gibb) – 1:19

## A számok rögzítési ideje
1997. november 14., Las Vegas

## Közreműködők
- Barry Gibb – ének, gitár
- Robin Gibb – ének
- Maurice Gibb – gitár, billentyűs hangszerek, ének
- Stephen Gibb – gitár
- Alan Kendall – gitár
- Matt Bonelli – basszusgitár
- Pete Brewis – gitár
- Ian Steele – dob
- Steve Rucker – dob, ütőhangszerek
- Ben Stivers – billentyűs hangszerek
- Ian Steele – billentyűs hangszerek

## A nagylemez megjelenése országonként
- Standard Polygram/Universal 559 220-2 1998, Rhino 8122 77605-2 2006
- Japán Polydor POCP-7335 1998
- Koreai Köztársaság  Polydor DG 3695 1999

2 CD-s változat (bonus track-al)
- Standard Polydor/Universal 547 120-2 1999
- Japán Universal UICY-9401/2 1999
- Koreai Köztársaság  Polydor DG 3839 1999

## Az album dalaiból megjelent kislemezek, EP-k
- Islands In The Stream / Night Fever-More Than a Woman / Jive Talkin / Words Egyesült Királyság Polydor BGLS 1 promo 1998
- I've Gotta Get a Message To You / One / Still Waters / Morning Of My Life / Too Much Heaven / Run To Me Ausztrália Polydor promo 1998

## Eladott példányok
A One Night Only lemezből a világban 5,7 millió példány (ebből az Egyesült Államokban 1,7 millió, az Egyesült Királyságban 1,1 millió, Ausztráliában 300 ezer, Németországban 250 ezer, Franciaországban 300 ezer) kelt el.

## Number One helyezés a világban
- One Night Only: Argentína, Ausztrália, Ausztria, Hollandia, Új-Zéland